# Râul Moldoveanul
Râul Moldoveanul or Râul Recea este un curs de apă, afluent al Râmnicului Sărat. 